# Kanalpolder
Die Deichreihensiedlung Kanalpolder gehört zum Ortsteil Dollart in der Gemeinde Bunde im ostfriesischen Rheiderland. Ein kleiner Teil befindet sich in der nördlich gelegenen Gemeinde Jemgum. Mit Kanalpolder fanden die Einpolderungen im Rheiderland im Jahr 1877 ihren Abschluss.

## Geografie
Das lang gezogene Gebiet von Kanalpolder grenzt im Osten unmittelbar an die Meeresbucht Dollart und westlich an Heinitzpolder. Durch einen Deich wird der Polder vor Überflutungen geschützt. Der gesamte Ort ist durch Landgewinnung entstanden und liegt auf fruchtbarem Marschboden. Ein Sieltief dient als Entwässerungskanal für das niedrig gelegene Land.

## Geschichte
Heinitzpolder wurde im Jahr 1795 eingedeicht. Die weiteren Landgewinnungsmaßnahmen aus dem sogenannten Anwachs des Deichvorlands schritten nur langsam voran. Erst 1874 wurde mit der Eindeichung des neuen Polders begonnen. Bei einer Sturmflut im Januar 1877 starben 35 hier tätige italienische Arbeiter. Die Deicharbeiten wurden 1877 abgeschlossen und Kanalpolder grenzte nun direkt an den Dollart an. Auf Betreiben des  sozial engagierten Pastors Arnold Wilhelm Nordbeck aus Landschaftspolder entstanden dort 1922 Landarbeitersiedlungen. Das gesamte Wohngebiet der sogenannten „Aalande“ umfasst 38,1 ha und erstreckt sich auch in das Gebiet von Landschaftspolder und Heinitzpolder. Mit dem neu gewonnenen Streifen Land fand die Eindeichung im Rheiderland ihr Ende.
Während der französischen Herrschaft gehörte das Gebiet ab 1807 zum niederländischen Departement Ems-Occidental. 1815 wurde das Gebiet dem Königreich Hannover zugeschlagen und 1866 Preußen. 1966 wurde die Samtgemeinde Dollart gegründet; sie verlor 1973 ihre Selbstständigkeit und wurde in die Samtgemeinde Bunde eingegliedert. Kanalpolder gehört seit 2001 zur Einheitsgemeinde Bunde.